# Адріан Ґріма
Адріан Ґріма (мальт. Adrian Grima; нар. 1968) — активіст, письменник, поет, викладач мальтійської літератури в Університеті Мальти. Спеціалізується на метафорі та присутності Середземномор’я в мальтійській літературі. Отримав докторський ступінь під керівництвом професора Джозефа А. Буттіґіґа та професора Олівера Фріггієрі, захистивши дисертацію про п’ять метафор, які сформували національну уяву в мальтійській літературі.
У травні 2005 року призначений головою Технічного комітету з літератури Національною радою мальтійської мови, де взяв на себе відповідальність за організацію першого Міжнародного фестивалю роману, який відбувся в грудні. У листопаді того ж року очолив європейський симпозіум з міжнародної популяризації літератури, який відбувся на Мальті, організований Inizjamed і Literature Across Frontiers . Адріан Ґріма є координатором середземноморської культурної ініціативи Inizjamed, організації, яку він разом з іншими заснував у 1998 році.
У 1999 році опублікував свою першу книгу It-Trumbettier, збірку віршів мальтійською мовою разом із їхніми перекладами англійською. Завдяки цьому книжці автора вдалося досягти другого місця в Premio Tivoli Europa Giovani для книг поезії, виданих у Європі в 1999 році. У грудні 2005 року опублікував «Трагедію слона», збірку віршів, перекладених англійською мовою, у серії «Сучасна мальтійська література в перекладі». Друга книга Ґріма вийшла у травні 2006 року і називається Rakkmu. Ця книга є збіркою віршів, написаних у період з 1995 по 2005 рік.
Деякі з його віршів з’явилися в публікаціях в Італії, Франції, Кіпрі, Ізраїлі, Голландії, Австрії, Німеччині та на Корсиці, а також читав свої твори на Мальті, Белфасті, Кіпрі, у Дельфах, Катанії, Римі та Гаазі.
Доктор Ґріма є редактором багатьох книг сучасної літератури мальтійською мовою. Він також продюсував і презентував низку радіопрограм.